# Temirbank
Die Temirbank (kasachisch Темірбанк; russisch Темирбанк) war ein kasachisches Kreditinstitut mit Sitz in Almaty und gehörte zu den größten Banken Kasachstans. Sie hatte circa 1.400 Mitarbeiter und verfügte über mehr als 100 Filialen. 2015 fusionierte die Bank mit der Alliance Bank; die neu entstandene Bank tritt seitdem als Forte Bank auf.

## Unternehmensaktivitäten
Die Temirbank war an mehreren kasachischen Finanzdienstleistern beteiligt. Sie hielt 18,9 Prozent am Leasingdienstleister Temirleasing, 100 Prozent an First Broker House und auch Anteile am Kunayev Open Accumulative Pension Fund.

## Geschichte
Die Temirbank wurde am 26. März 1992 etabliert. Anfang 1995 hielt die kasachische Regierung noch 18 Prozent der Anteile der Bank, im März desselben Jahres beschloss sie aber, sämtliche Anteile zu verkaufen und so das Institut zu privatisieren. Im Jahr 1998 wurde das Unternehmen offiziell an der kasachischen Börse gelistet.
Im Juni 2000 ging die Temirbank einen Darlehensvertrag über insgesamt 3,6 Millionen Euro mit der belgische KBC Group ein. Ziel des Projekts war die Finanzierung von Projekten des wirtschaftlichen Sektors.
Im September 2004 ging man Kooperationen mit verschiedenen ausländischen Banken – darunter die russische "Dialog-Optim"-Bank, die kirgisische Ineximbank und die lettische Trasta Comerc banka – ein.
Aufgrund der weltweiten Finanzkrise geriet auch die Temirbank in finanzielle Schwierigkeiten und musste sich schließlich einer Umstrukturierung unterziehen, um Schulden abzubauen. In dessen Folge erhöhte der kasachische Staat seine Unternehmensbeteiligung auf fast 80 Prozent.

## Aktie
Die Aktie der Temirbank war an der kasachischen Börse in Almaty und an der Börse Frankfurt notiert. Hauptaktionär an der kasachischen Börse war der staatliche kasachische Fonds Samruk-Kazyna. Er hielt 79,9 Prozent aller Aktien.